# Route nationale 483
Die N483 war von 1933 bis 1973 eine französische Nationalstraße, die zwischen der N477 westlich von Buxy und N79 östlich von Charolles verlief. Ihre Länge betrug 42 Kilometer. 1984 entstand auf einem Teilabschnitt der N83 eine neue N483. Diese führte von der N6 am La Croix-Rousse über die Rhône und folgte dann dem Ufer bis zur N383 (heute D383). Sie selbst ist seit 2006 eine Kommunalstraße.